# Paul Wollmann
Paul Wollmann (właśc. Peter Paul Wollmann, ur. 29 czerwca 1837 w Malborku, zm. 24 grudnia 1909 w Kolonii) – ksiądz katolicki, doktor obojga praw, po I soborze watykańskim wystąpił przeciw jego uchwałom, doprowadzając do zawirowań w Braniewie, następnie zaangażował się w nurt starokatolicyzmu.

## Życiorys

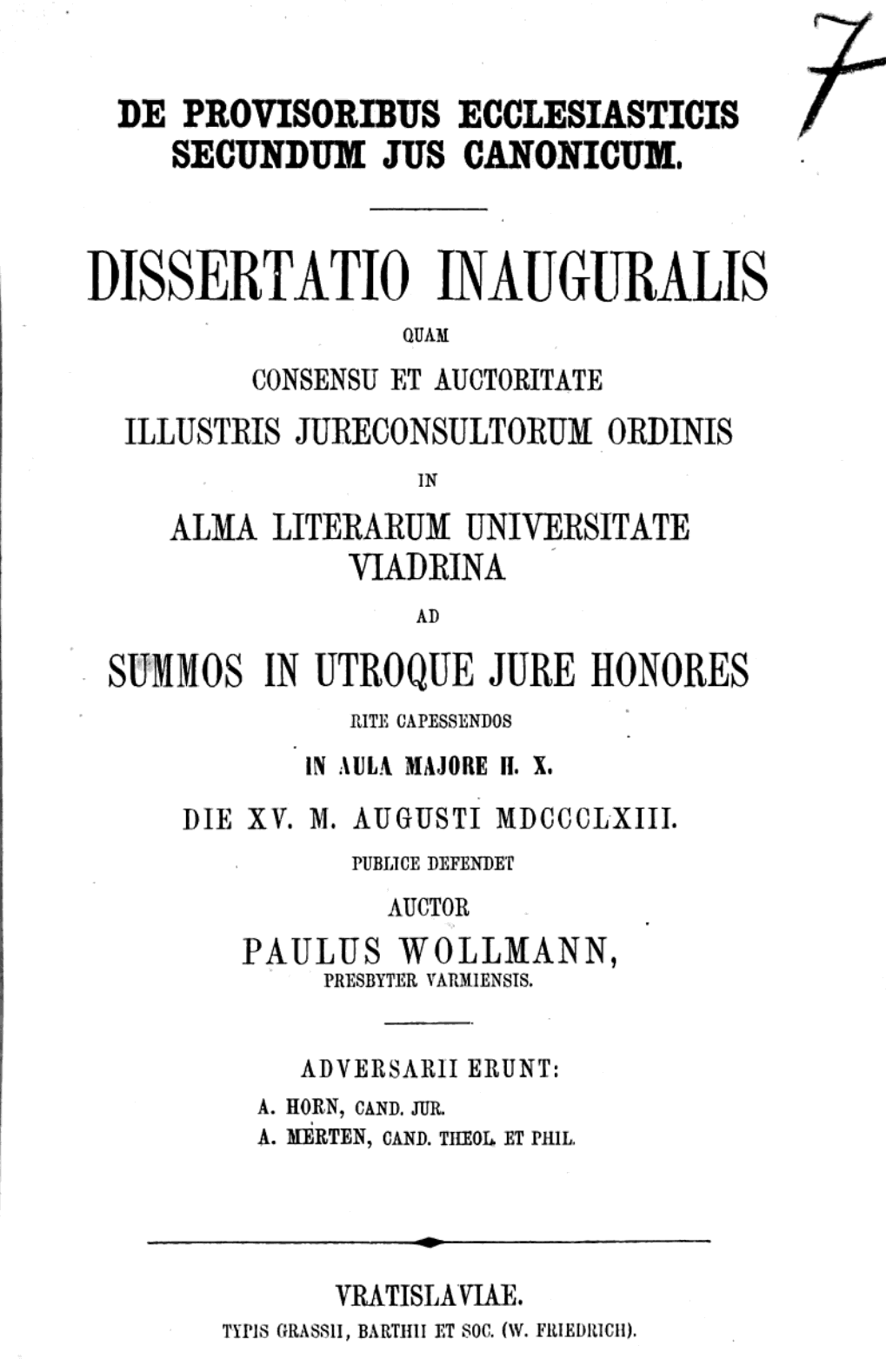
Paul Wollmann De provisoribus ecclesiasticis secundum jus canonicum, 1863

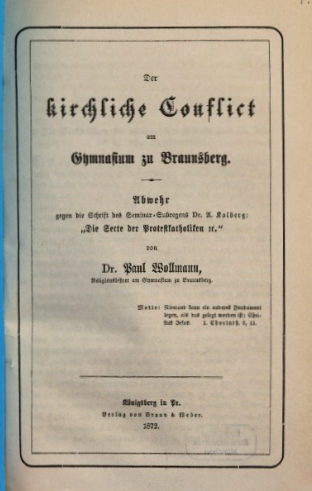
Paul Wollmann Der kirchliche Conflict am Gymnasium zu Braunsberg, 1872

Urodził się w Malborku w rodzinie Bernarda i Marii z domu Kusch. Pierwsze nauki pobierał w rodzinnym mieście. W 1849, w wieku 12 lat, rozpoczął naukę w gimnazjum w Braniewie. Po ukończeniu jego wraz z uzyskaną maturą wstąpił do położonego po sąsiedzku seminarium duchownego. Był uczniem prof. Andreasa Menzela oraz Friedricha Michaelisa. Seminarium ukończył w 1860 roku, otrzymując święcenia kapłańskie. Przez krótki okres posługiwał jako wikary na parafii w Sątopach w powiecie bartoszyckim. Od 1861 rozpoczął dalsze studia na Uniwersytetach we Wrocławiu, w Berlinie oraz w Monachium. W 1863 na Uniwersytecie we Wrocławiu uzyskał stopień doktora obojga praw (iuris utriusque). Od 1864 pełnił posługę jako wikary w Królewcu. W 1866 został nauczycielem religii w gimnazjum w Braniewie.

## Braunsberger Schulstreit, czyli spór o dogmat o nieomylności papieża
Przyjęcie w 1870 roku dogmatu o nieomylności papieskiej na I soborze watykańskim wywołało falę oporu w łonie samego Kościoła. Sprzeciw wobec nowej doktryny wyrażało wielu hierarchów będących jednocześnie uczestnikami soboru oraz teologów. Wiele ośrodków akademickich stało się ośrodkami opozycji wobec zamierzeń papieża, wśród nich były uczelnie we Wrocławiu, Monachium, Bonn, Trewirze i w Braniewie.
W diecezji warmińskiej recepcja tego dogmatu miała szczególnie burzliwy charakter. Tam na bunt o konflikt teologiczny nałożyły się trudne relacje państwo–Kościół w zakresie kompetencji w stosunku do profesorów i nauczycieli religii. W ośrodku akademickim i edukacyjnym w Braniewie cztery osoby spośród duchownych, teologów i nauczycieli religii otwarcie sprzeciwiło się uznaniu uchwał Vaticanum I. Byli to dwaj profesorowie Liceum Hosianum: Andreas Menzel i Friedrich Michelis, wykładowca Seminarium Nauczycielskiego Edmund Treibel i właśnie wykładowca gimnazjum Paul Wollmann. Ów spór przeszedł do historii pod nazwą Braunsberger Schulstreit (braniewski strajk szkolny) lub też zawirowania braniewskie (Braunsberger Wirren).
Profesor religii ks. Paweł Wollmann odmówił złożenia watykańskiego wyznania wiary. Jako osoba duchowna podlegał władzy biskupiej. Zatem został pozbawiony misji kanonicznej przez biskupa Krementza, a następnie ekskomunikowany (4 lipca, ale oficjalnie ekskomunikę ogłoszono 30 lipca). Nie bacząc na to, 27 sierpnia 1870 grono profesorskie w Katolickim Gimnazjum w Braniewie podpisało deklarację potępiającą dekrety Soboru Watykańskiego.
Władze kościelne i rodzice uczniów domagali się powołania nowego nauczyciela religii, lecz władze pruskie nie chciały spełnić tego postulatu, tak że uczniowie stanęli przed dylematem, czy nadal uczęszczać na lekcje ks. Wollmanna. Biskup Krementz 9 lipca 1871 zaapelował do rodziców, aby zabrali synów z gimnazjum w Braniewie. Wówczas w spór włączyli się sami rodzice, którzy nie chcąc zabierać dzieci ze szkoły, zwrócili się 19 sierpnia 1871 do samego cesarza Wilhelma I z prośbą, by naukę religii powierzono nauczycielowi katolickiemu.
Na skutek takiego obrotu spraw ministerstwo 29 lutego 1872 zwolniło uczniów z obowiązku chodzenia na lekcje religii do ks. Wollmanna i zezwoliło równolegle na chodzenie na religię do ks. Josefa Krause. Ks. Wollmann zaczął działać na rzecz starokatolicyzmu, w czym sprzyjały mu po części władze państwowe. Przy ich poparciu w 1874 roku starokatolicy przejęli kościół funkcjonujący przy gimnazjum i dopiero po 2 latach zwrócili go do użytku katolickiej młodzieży gimnazjalnej. Próbowali następnie pozyskać dla potrzeb wspólnoty starokatolickiej kościół Nowego Miasta, ale już bezskutecznie.
Paul Wollmann działał również w innych miastach Prus Wschodnich jak Elbląg i Królewiec, w tym drugim mieście napotykając również na podatny grunt wśród mieszkańców. W krótkim czasie doszło do utworzenia kilku wspólnot starokatolickich. Pierwsza i największa grupa zorganizowała się w Królewcu, kolejna w Wystruci (Czerniachowsk).
1 kwietnia 1876 Paul Wollmann został przeniesiony do Kolonii, gdzie otrzymał stanowisko w gimnazjum im. Cesarza Wilhelma (Friedrich-Wilhelm-Gymnasium). Od tego czasu nie pełnił żadnych funkcji urzędniczych i nie był związany z Kościołem rzymskokatolickim ani starokatolickim; wstąpił w związek małżeński. W 1890 otrzymał tytuł profesora.
Sprawa ks. Wollmanna i strajku szkolnego w Braniewie, odbiła się szerokim echem nie tylko w Prusach Wschodnich, ale też daleko poza granicami.

## Publikacje
- De provisoribus ecclesiasticis secundum jus canonicum: dissertatio inauguralis, Wrocław 1863[9]

- Der kirchliche Conflict am Gymnasium zu Braunsberg: Abwehr gegen die Schrift des Seminar-Subregens Dr. A. Kolberg: „Die Secte der Protestkatholiken”, Królewiec 1872[10]